# Christian Friedrich Endter
Christian Friedrich Endter (1728-1793) fou un organista i compositor alemany. Estudià la música i aprengué a tocar el piano a Hamburg sota la direcció de l'organista Pfeiffer i de Carl Kunzen. Tenint a penes divuit anys (1746), fou nomenat organista a Buxtehude (Hannover), i 10 anys més tard passà a desenvolupar la mateixa plaça en l'església luterana d'Altona. Va escriure una col·lecció de cançons amb el títol de Lieder zum Scherz und Zeitvertrich (Hamburg, 1757) i una cantata amb lletra llatina que s'executà a Altona amb motiu de la coronació del rei Cristià VII de Dinamarca (1767).